# عمارت تاریخی کبوتر دره
عمارت تاریخی کبوتر دره مربوط به دوره صفوی است و در شهرستان فیروزکوه، ۱۴۱ کیلومتری راه آهن سراسری واقع شده. این اثر در تاریخ ۵ آذر ۱۳۸۰ با شمارهٔ ثبت ۴۴۰۲ به‌عنوان یکی از آثار ملی ایران به ثبت رسیده است.